# Kandelaberkaktus
Kandelaberkaktus (Isolatocereus dumortieri) är en monotypisk art i familjen kaktusväxter från Mexiko.

## Synonymer
Cereus dumortieri Scheidw.
Isolatocereus dumortieri (Scheidw.) Backeb.
Lemaireocereus dumortieri (Scheidw.) Britton & Rose
Rathbunia dumortieri (Scheidw.) P.V.Heath